# Dicranomyia (Sivalimnobia) kali
Dicranomyia (Sivalimnobia) kali is een tweevleugelige uit de familie steltmuggen (Limoniidae). De soort komt voor in het Oriëntaals gebied.